# Омишаль
45°13′ пн. ш. 14°33′ сх. д. / 45.21° пн. ш. 14.55° сх. д.
Омишаль (хорв. Omišalj, італ. Castel Muschio, нім. Moschau) — невеличке прибережне містечко на північному заході острова Крк у Хорватії, курорт. Входить до Приморсько-Горанської жупанії.
Омишаль нині найвідоміший як місце розташування аеропорту Рієка та нафтового терміналу морського порту Рієка. Відомий також як місце перебування Почесного консульства Малінська Посольства України в Хорватії.

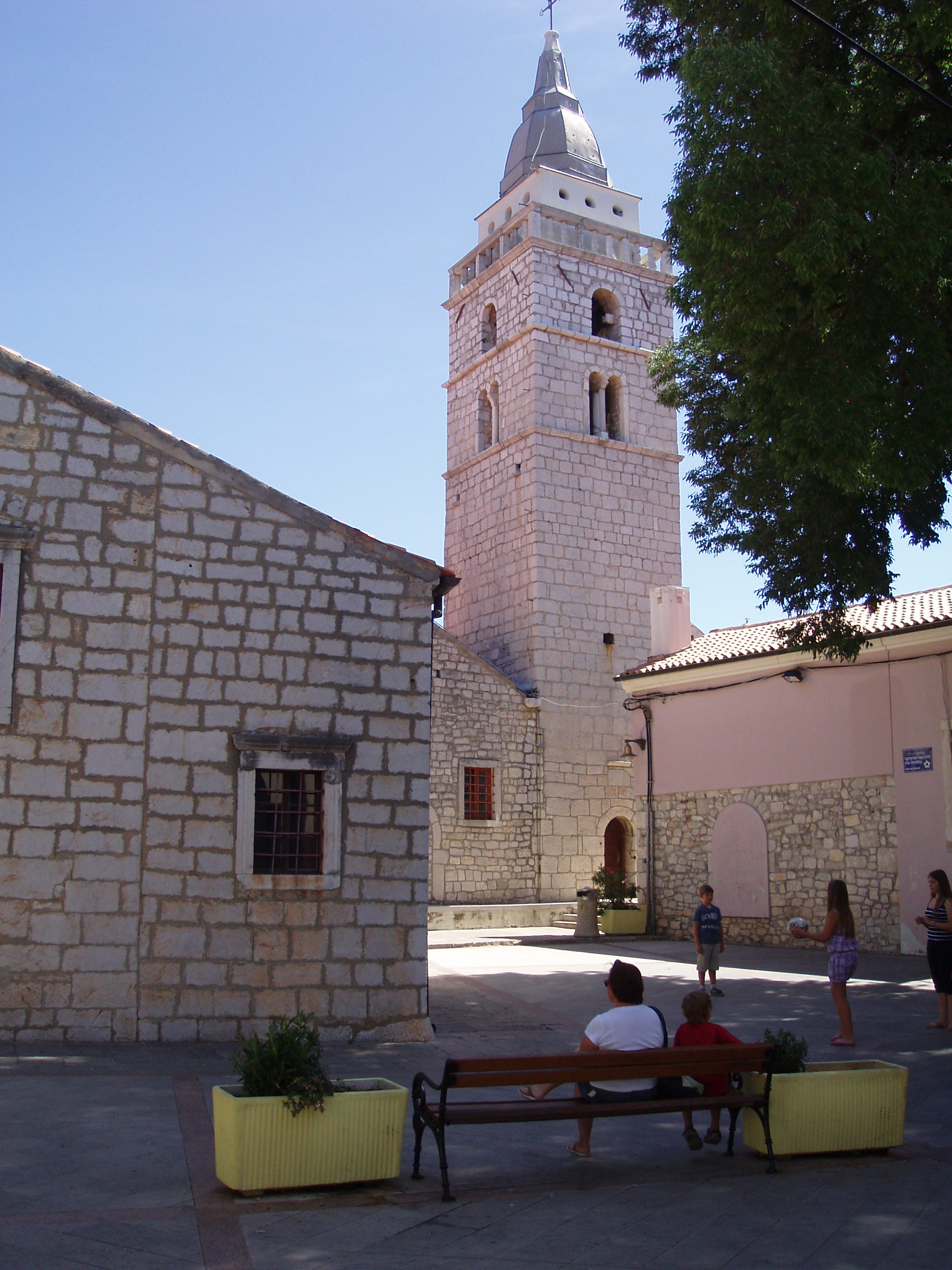
Церква в Омишалі

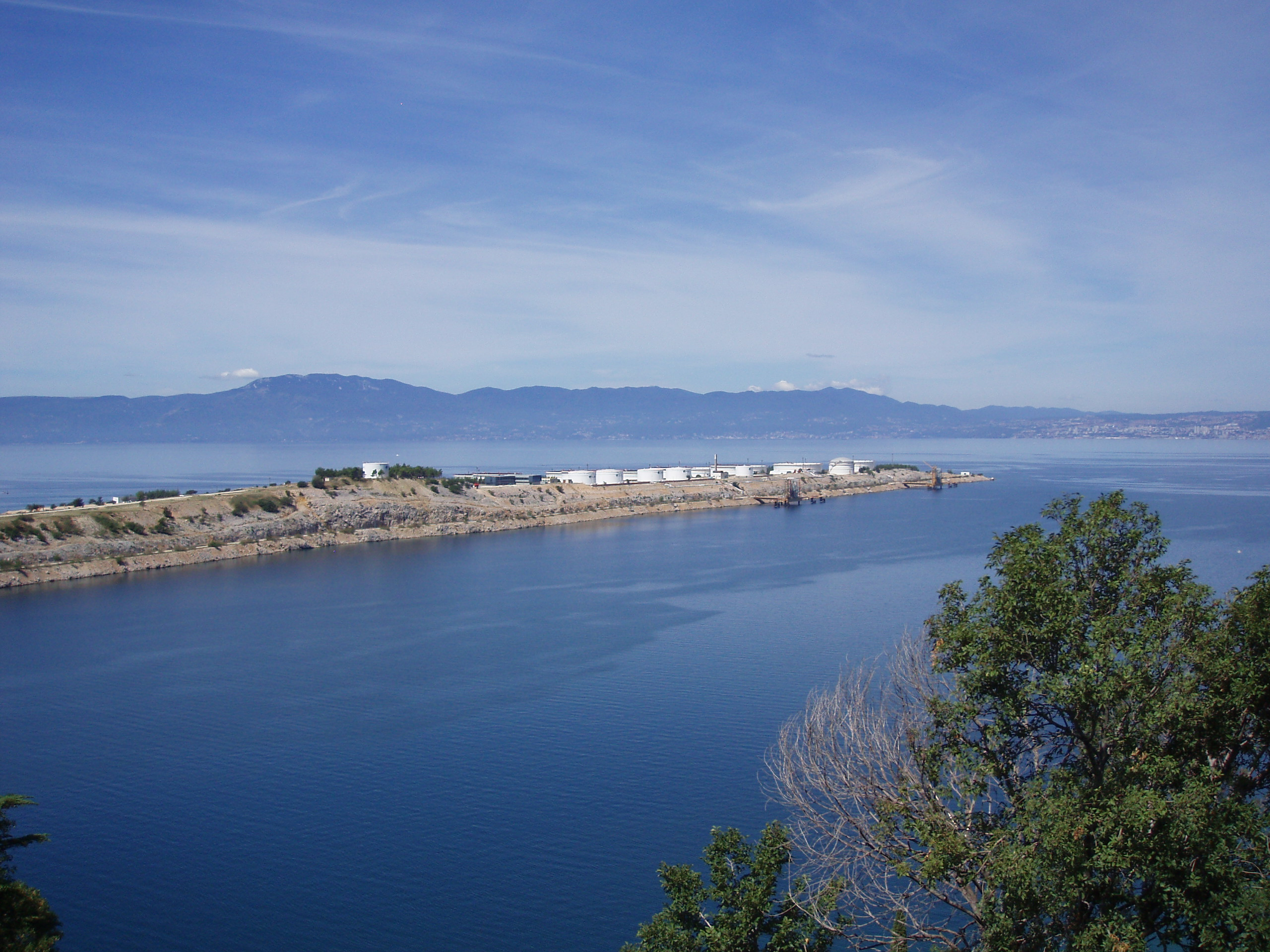
Півострів Мірім, нафтовий термінал

## Стародавня історія
Омишаль — одне з найстаріших міст на Крку. Збудований у ІІІ столітті римлянами під назвою «Fulfinium». Місто було споруджено на стрімчаку, що височить над Кварнерською затокою, на висоті близько 80 метрів над рівнем моря. На цьому місці була ранньохристиянська базиліка.
Місто згадується у XII сторіччі як «Castri musculi», що походить від латинського виразу Ad musculi, який означає «[місце,] де черепашки».

## Населення
Населення громади за даними перепису 2011 року становило 2 983 осіб, 4 з яких назвали рідною українську мову. Населення самого поселення становило 1868 осіб.
Динаміка чисельності населення громади:
Динаміка чисельності населення центру громади:

## Населені пункти
Крім поселення Омишаль, до громади також входить Нівиці.

## Клімат
Середня річна температура становить 14,08°C, середня максимальна – 26,60°C, а середня мінімальна – 2,38°C. Середня річна кількість опадів – 1298 мм.
| Клімат поселення                              | Клімат поселення | Клімат поселення | Клімат поселення | Клімат поселення | Клімат поселення | Клімат поселення | Клімат поселення | Клімат поселення | Клімат поселення | Клімат поселення | Клімат поселення | Клімат поселення | Клімат поселення |
| Показник                                      | Січ.             | Лют.             | Бер.             | Квіт.            | Трав.            | Черв.            | Лип.             | Серп.            | Вер.             | Жовт.            | Лист.            | Груд.            |                  |
| Середній максимум, °C                         | 9,66             | 10,01            | 12,38            | 15,81            | 20,61            | 24,84            | 26,60            | 25,98            | 22,15            | 17,85            | 13,19            | 10,32            |                  |
| Середня температура, °C                       | 6,01             | 6,36             | 8,72             | 12,15            | 16,97            | 21,19            | 23,52            | 22,92            | 19,07            | 14,75            | 10,12            | 7,24             |                  |
| Середній мінімум, °C                          | 2,38             | 2,72             | 5,08             | 8,51             | 13,33            | 17,52            | 20,44            | 19,82            | 15,98            | 11,68            | 7,02             | 4,15             |                  |
| Норма опадів, мм                              | 107              | 85               | 88               | 91               | 88               | 97               | 55               | 80               | 144              | 168              | 163              | 132              |                  |
| Середньомісячна швидкість вітру, м/с          | 2.81             | 2.96             | 3.00             | 2.81             | 2.56             | 2.42             | 2.44             | 2.45             | 2.54             | 2.78             | 3.06             | 3.05             |                  |
| Середньомісячна сонячна радіація, кДж/м²·день | 4457             | 7212             | 10572            | 15058            | 19271            | 21035            | 22361            | 19245            | 14106            | 9122             | 4854             | 3711             |                  |
| --------------------------------------------- | ---------------- | ---------------- | ---------------- | ---------------- | ---------------- | ---------------- | ---------------- | ---------------- | ---------------- | ---------------- | ---------------- | ---------------- | ---------------- |
| Джерело:                                      |                  |                  |                  |                  |                  |                  |                  |                  |                  |                  |                  |                  |                  |